# زک براون بند
گروه زک براون یا زک براون بَند (به انگلیسی: Zac Brown Band) یک گروه موسیقی آمریکایی است که در سبک کانتری و راک جنوبی فعالیت می‌کنند. این گروه آمریکایی در آتلانتای جورجیا مستقر هستند.

## تاریخچه
زک براون در کومینگ جورجیا به دنیا آمد توسط مادر و ناپدری اش بزرگ شد. ناپدری او دندانپزشک محلی بود. زک نواختن گیتار را از ۹ سالگی آغاز کرد و یکی از بیماران ناپدری‌اش، برای چندین سال گیتار کلاسیک را به او آموخت. در نوجوانی زک خوانندگان بسیاری ظهور کردند که جیمز تیلور بیشترین تأثیر را روی سبک نوازندگی و اجرای او گذاشت.
زک در سال ۲۰۰۴ به همراه پدرش یک کلوپ موسیقی و رستوران دایر کردند و با جذب مشتری از طریق قیمت‌های مناسب توانستند رستوران را گسترش دهند و سرمایهٔ مناسبی به دست آورند.

## شروع رسمی فعالیت گروه
به دنبال موفقیت‌های مالی زک و گروهش با خرید یک اتومبیل برای تور، شروع به برگزاری تورهای موسیقی کردند. اولین آلبوم گروه زک براون با نام دور از اینیستینه منتشر شد. آلبوم مرغ سرخ شده برای اولین بار در سال ۲۰۰۳ ضبط شده بود و منتشر نشده بود. این آلبوم در سال ۲۰۰۸ دوباره ضبط و منتشر شد که یک موفقیت بزرگ برای این گروه به ارمغان آورد.

## جوایز و افتخارات
گروه زک براون در سال ۲۰۰۹ در مراسم جوایز انجمن موسیقی کانتری نامزد دریافت ۳ جایزه در رشته‌های بهترین هنرمند جدید سال، بهترین ترانه‌ی سال، بهترین تک‌آهنگ سال و بهترین موزیک ویدئوی سال بودند. در همان سال آلبوم مرغ سرخ شده نامزد سه جایزه گرمی برای بهترین آلبوم کانتری، بهترین آهنگ اجرای گروهی کانتری و بهترین هنرمند جدید بود.
در ۳۱ زانویه ۲۰۱۰ گروه موفق به کسب جایزه بهترین هنرمند جدید از جوایز انجمن موسیقی کانتری شد. پیش از آن‌ها بابی جنتری، دبی بون، لئان ریمز و کری آرنولد موفق به کسب این جایزه شده بودند.

## اعضای گروه
- زک براون (خواننده، گیتار)
- جیمی دمارتینی (فیدل، خواننده)
- جان دریسکل هاپکینز (گیتار بیس، خواننده)
- کوی بولز(گیتار، کیبورد)
- کریس فریار (درامز)
- کلی کوک (گیتار لپ استیل، خواننده)